# Unione Sportiva Dilettantistica Follonica Gavorrano
Actualités
L’Unione Sportiva Dilettantistica Follonica Gavorrano est le club de football de Follonica et de Gavorrano en province de Grosseto.
Créée en 1930 selon la volonté de la société Montecatini qui possédait en ville l'une des principales mines de pyrite d'Europe.
Il évolue en 2010-2011 en Ligue Pro Deuxième Division.
En juin 2019 la fusion entre les clubs Follonica et Gavorrano est officialisée: la nouvelle équipe, héritière de la tradition sportive Gavorrano prend le nom de Follonica Gavorrano et est admise en Serie D.

## Historique des noms
- 1930-2006 : Unione Sportiva Gavorrano
- 2006-2010 : Unione Sportiva Dilettantistica Gavorrano
- 2010-2014 : Unione Sportiva Gavorrano
- 2014-2017 : Unione Sportiva Dilettantistica Gavorrano
- 2017-2018 : Unione Sportiva Gavorrano 1930
- 2018-2019 : Unione Sportiva Dilettantistica Gavorrano 1930
- 2019- : Unione Sportiva Dilettantistica Follonica Gavorrano